# 尾堂真一
尾堂 真一（おどう しんいち、1954年4月3日 - ）は日本の実業家。日本特殊陶業代表取締役会長兼社長や、日本ファインセラミックス協会会長、日本自動車部品工業会会長、中部経済同友会代表幹事、涼仙ゴルフ倶楽部理事長、愛知県公安委員会委員等を歴任した。

## 人物・経歴
鹿児島県で家具製造販売業者の子として生まれる。1967年鹿児島大学教育学部附属小学校卒業。1970年鹿児島大学教育学部附属中学校卒業。1973年鹿児島県立鹿児島中央高等学校卒業。1977年専修大学商学部卒業、日本特殊陶業入社。2005年米国特殊陶業社長。2007年取締役に昇格。2010年常務取締役。2011年から代表取締役社長を務め、自動車向け点火プラグの生産能力増強などを進めた。2016年代表取締役会長兼社長。
2018年日本自動車部品工業会副会長。2019年日本ファインセラミックス協会会長。2020年日本自動車部品工業会会長、中部経済同友会代表幹事、涼仙ゴルフ倶楽部理事長。2021年日本自動車会議所副会長。2023年愛知県公安委員会委員。中京ゴルフ倶楽部理事、中部産業連盟審議役、名古屋フィルハーモニー交響楽団諮問委員、名城大学理事、東海日中貿易センター副会長、大倉和親記念財団評議員、森村商事取締役、森村豊明会理事、愛知・名古屋アジア競技大会組織委員会理事等も歴任。